# MEG.ME
MEG.ME（メグミー、4月27日生）は、日本のポピュラー音楽の作詞家、作曲家、編曲家。自身もシンガーソングライターとして活動しているほか、キーボーディストとしてコンサートでのサポート演奏も務める。富山県出身。テレビ朝日ミュージック所属。J-POPやK-POPの男女アイドルグループへの楽曲提供が多い。

## 来歴
3歳からピアノをはじめ、7歳で作曲を開始。中学高校時代に複数のピアノや作曲のコンクールで入賞、大学で作曲を専攻し、オーケストラ曲なども手掛ける。在学中から舞台・映画音楽にも取り組み、卒業後バンドでドラマー、キーボーディストとして活動。
2006年7月まで音楽制作ユニットMIKOTOのキーボーディストとして、ライブ・楽曲制作活動。2007年7月、芸能事務所Office RYO（旧社名：Office-Ryo-H）に所属し、事務所社長の本田涼の元で約一年ぶりにソロシンガーソングライターとしてCDデビューし活動再開。2008年9月17日発売の「東京syndrome」は、ジャケット/ポスター・デザインは写真家の本田涼が手掛け自身のデビューシングルとなる。Office RYOに所属していたときには、タレント・歌手・女優・Photo Song Artistの本木美沙の楽曲も手掛けていた。また、女性ツインボーカルユニットB-Selfishのkey&VoのMeg-meとしてライブ、楽曲制作活動していたが現在は活動休止中。2009年から2010年にかけ千葉テレビの『出番ですよ！』にレギュラー出演していた。2010年4月より、MIKOTOに再加入。映画、ショートムービー、舞台などの音楽を手がけ、また他のアーティストへの楽曲の提供もしている。2011年8月より、MIKOTOから独立。現在は、フリーランスとしてテレビ朝日ミュージックと提携、MEG.ME名義で作詞、作曲、編曲家として活動中。

## ディスコグラフィ
- 1stマキシシングル「東京syndrome」（2008年9月17日発売[4]、オクテットレコーズ）
- 2ndシングル「卒業」（2010年2月10日発売[5]、メディアスタッフビジョン）
- ミニアルバム「ROCK.ME」（2011年9月発売） ※ライブ会場のみの限定発売

## 歌唱作品
『ハッピーハッピーこどものうた　つめあわせ』
- 「宇宙ダンス!」（妖怪ウォッチ）

『さいしんキッズヒットパレード』
- 「Lovely party collection」（アイカツ!）

『pop'n music ラピストリア』
- まどか「アマイヒミツ」（作詞・作曲・編曲・歌唱）

パチスロ『必殺仕事人』
- 「江戸まぼろし」

CR『必殺仕事人　お祭りわっしょい』
- 「光の陰」
- 「Yeah!!」

CR『コンバトラーV』
- 「Blood C」

## 提供作品
アイドリング!!!
- 「夏色キッス☆」（編曲）
- 「シャウト!!!」（作詞共作）
- 「My Fate」（作詞・作曲・編曲）
- 「〜などあって 〜良きところで」（作曲・編曲）

IRONBUNNY
- 「One」（作詞）
- 「Respect」（作詞）
- 「Street Strider」（作詞）

AKIRA
- 「CHECKMATE」（作曲） - シングル『蒼き月満ちて』収録

飯田里穂
- アルバム『rippi-rippi』収録
  - 「Love Motion」（作詞）
  - 「Four Leaf Clover」（作詞）
  - 「Hello Brand-new Girl」（作詞）

イェソン (SUPER JUNIOR)
- シングル『Not Nightmare Christmas』収録
  - 「今日みたいな日、僕ら」（作詞共作）

上田堪大
- シングル「イロドリ / 記憶の中で」収録
  - 「記憶の中で」（作詞共作）

AOA
- シングル『Ace Of Angels』収録
  - 「You Know That -Japanese Ver.-」（作詞）

Apink
- シングル『NoNoNo -Japanese Ver.- 』収録
  - 「MyMy -Japanese Ver.-」（作詞）

BIGFLO
- シングル『1,2,3,4』収録
  - 「Obliviate -JPN Ver.-」（作詞）

EXILE TRIBE関連
- Flower
  - 「Are You Ready?」（作詞）

EXO-CBX
- シングル『Ka-CHING!』収録
  - 「Ka-CHING!」（作詞）
- シングル『Horololo』収録
  - 「Horololo」（作詞）

Erii（山崎エリイ）
- 「Étoile Mascarade」（作詞・作曲・編曲）

おはガールちゅ!ちゅ!ちゅ!
- 「もっと ぎゅっと ハート」（作詞・作曲・編曲）
- 「こいしょ!!!」（作詞共作）
- 「こあくまるんです」（作詞・編曲）
- シングル『夏サンキュ!!!』収録
  - 「夏サンキュ!!!」（作詞共作）
  - 「ハピ!ハピ!ハピバースデー!」（作詞・作曲・編曲）
- シングル『夢ふうせん』収録
  - 「夢ふうせん」（作詞共作）
  - 「クリプレ!」（作詞共作・編曲）
- アルバム『心友』収録
  - 「心友の樹」（作詞共作）

おはガールふわわ
- シングル『トロイメライライン』収録
  - 「トロイメライライン」（作詞）
  - 「クロスマイハート」（作詞）

ORβIT
- アルバム『00』収録
  - 「UNIVERSE」（作詞共作）
  - 「Crazy Love」（作詞）
  - 「Serenade」（作詞）
  - 「Bloom」（作詞共作）

Girl's Day
- シングル『Darling』収録
  - 「Darling -JPN Ver.-」（作詞）
  - 「Ring My Bell -JPN Ver.-」（作詞）

カスタマイZ
- シングル『一筋の明光』収録
  - 「永遠に」（作詞）

KARA
- アルバム『Girl’s Story』収録
  - 「Last Summer」（作詞・作曲・編曲）

からっと☆
- 「光」（編曲）
- 「Darlin'」（編曲）

KEY
- ミニアルバム『Hologram』収録
  - 「Hologram」（作詞）
  - 「City Girl」（作詞）

串田アキラ
- 『H27年度小学校せいかつ「みんななかよし 教師用指導書 なかよしソング」教育出版発行』収録
  - 「いのちのリズム」（編曲）

CLIFF EDGE Feat. LGYankees
- 「泥だらけの LOVE SONG」（作曲共作）

小林豊
- シングル「恋するスイーツレシピ2」
  - 「秘密のトリコ・オア・トリート」（編曲）
- シングル「恋するスイーツレシピ3」
  - 「ジャッポネーゼ」（作曲・編曲）
- シングル「恋するスイーツレシピ4」
  - 「情熱マンゴーセニョリータ」（編曲）
- アルバム「恋レピBEST」
  - 「Blood Berry Party!!」（編曲）

私立恵比寿中学
- 「ハイタテキ!」（作詞共作）
- 「エビ中のじおじおマーチ」（編曲）

GILLE
- アルバム『I AM GILLE 4〜Anime Song Anthemes〜』収録
  - 深愛（編曲）

CNBLUE
- アルバム『colors』収録
  - hold on hands（作詞）
  - Lucid Dream（作詞）

SHINee
- アルバム「SHINee THE BEST FROM NOW ON」収録
  - 「Every Time」（作詞）

ジャニーズ関連
- Sexy Zone
  - 「Teleportation」（中島健人ソロ曲）（作詞）

すイエんサーガールズ
- アルバム『すイエんサーガールズ』収録
  - 「アンブレラシュークリーム」（作曲）
  - 「キラキラ☆GIANT KILLER」（作曲・編曲）
- シングル『Sweet Answer』収録
  - 「Sweet Answer」（Cho.）
  - 「Sweet Answer（ミラクル☆ハッピーばーじょん）」（Cho.）

すたーふらわー
- 「ファイトっ!!!」（作詞・作曲） - シングル『年下の男の子』収録
- 「ぴょんぴょんぷにょぷにょのうた」（作曲・編曲） - テレビ東京系列『ふるさと再生 日本の昔ばなし』EDテーマ・配信限定曲

SUPER JUNIOR
- 「Black Suit」（日本語詞）
- 「Wow! Wow!! Wow!!!」（作詞）

ソ・イングク
- 「Only One」（作詞） - アルバム『Everlasting Love』収録

田﨑あさひ
- 「手紙」（作詞）

Da-iCE
- 「Promise」（作詞共作）

TEAM H（チャン・グンソク・BIG_BROTHERによる音楽ユニット）
- 「Raining on the dance floor」（作詞） - アルバム『Driving to the highway』収録

チーム・ハンサム!
- 『THE HANDSOME SHOW』収録
  - 「THIS IS THE TIME」（作詞）
  - 「With You」（作詞）
  - 「ALICE」（作詞）

チャン・グンソク
- アルバム『モノクローム』収録
  - 「空と君と」（作詞）

超新星
- 「Evrything」（作詞・作曲・編曲） - アルバム『5 Years Best -BALLAD-』収録
- 「Stay With Me」（作詞） - アルバム『SIX』収録

ユナク from 超新星
- 「キミのすべてを愛していたよ（Acoustic Mix）」（編曲）

超特急
- 「Kiss Me Baby」（作詞・作曲・Cho.）
- 「ikki!!!!!i!!」（作詞・作曲・編曲・Cho.）
- 「Believe×Believe」（編曲・Cho.）
- 「Billion Beats」（作詞・作曲・編曲・Cho.）
- 「Bye Bye Bye」（作詞・作曲・編曲）
- 「Always you」（作詞）
- 「a kind of love」（作詞・Cho）
- 「PUMP ME UP」（編曲）

月ノ美兎
- 「ウエルカムトゥザ現世」（作詞共作）[7]

テミン (SHINee)
- アルバム「Flame Of Love」収録
  - 「I'm Crying」（作詞）
- アルバム「TAEMIN」収録
  - 「MARS」（作詞）
  - 「Tease」（作詞）

テヨン (少女時代)
- アルバム「#GirlsSpkOut」収録
  - 「Worry Free Love」（作詞）
  - 「I Do」（作詞）

T-ARA
- アルバム「バニスタ!」収録
  - 「バニスタ!」（作詞共作・作曲）
  - 「Sign」（作詞）
  - 「Dangerous Love」(作詞・作曲・編曲・CHO）
  - 「Do We Do We」（作詞・作曲・編曲・CHO）
  - 「Love Suggestion」（作詞）
- アルバム『TREASURE BOX』収録
  - 「Deja-vu」（作詞・作曲・編曲・CHO）
  - 「キミは僕の宝物 〜Happy Birthday To You〜」（作詞・作曲・編曲・CHO）
- アルバム『Gossip Girls』収録
  - 「Keep On Walking」（作詞共作）　
  - 「Knockin' on my heart」（作詞・作曲）
- シングル
  - 「TARGET」（作詞・作曲・CHO）
  - 「LA'booN」（作曲・CHO）

Tokyo Cheer ② Party
- 「チアチアクリスマス」（作曲）

戸松遥
- アルバム「Harukarisk＊Land」
  - 「アテンション☆プリーズ」（作詞）

7cm
- 「Fairy Tale」（作詞）

ニコル
- シングル「Something Special」収録
  - 「Something Special」（作詞）
  - 「FANTASY」（作詞）
  - 「LOVE -Japanese Ver.-」（作詞）
- シングル「Don't Stop」収録
  - 「Don't Stop」（作詞）
  - 「recall」（作詞）
  - 「Say Good Bye」（作詞）

西山宏太朗
- ミニアルバム「City」収録
  - 「とびきりの夜はここにある」（編曲）

NU'EST
- アルバム「DRIVE」収録
  - 「DRIVE -Japanese Ver.-」（作詞）

NCT 127
- ミニアルバム「Chain」収録
  - 「Chain」（作詞）
- アルバム「Awaken」収録
  - 「Touch Japanese Ver.」（作詞）
  - 「Wakey-Wakey」（作詞）
- ミニアルバム「LOVEHOLIC」収録
  - 「gimme gimme」（作詞）

NCT DREAM
- シングル「Best Friend Ever」収録
  - 「Best Friend Ever」（作詞）
- シングル「Moonlight」収録
  - 「Moonlight」（作詞）

NCT WISH
- シングル「Hands Up」収録
  - 「We Go!」（作詞）

HALO
- シングル「FEVER -Japanese Ver.-」収録
  - 「FEVER -Japanese Ver.-」（作詞）
  - 「Come On Now -Japanese Ver.-」（作詞）
- シングル「HEAVEN HEAVEN」収録
  - 「HEAVEN HEAVEN」（作詞）
- シングル「JASMINE」収録
  - 「MARIYA -Japanese Ver.-」（作詞）
- アルバム「HALOの不思議なレストラン」収録
  - 「Calling In Love」（作詞）
  - 「旅行少年 -Japanese Ver.-」（作詞）

ハロー!プロジェクト関連アーティスト
- こぶしファクトリー
  - 「ハルウララ」（作詞）
- スマイレージ
  - 「地球は今日も愛を育む」（編曲）
- つばきファクトリー
  - 「ハナモヨウ」（作詞）
- DIY♡
  - 「フォレフォレ 〜Forest For Rest〜」（作詞・作曲）
- ピーベリー
  - 「虹のせせらぎ」（作曲・編曲）

bump.y
- 「ガラゲッチャ〜 GOTTA GETCHA〜」（作詞）
- 「Wonderlnad」（作詞）

BTOB
- シングル『WOW』収録
  - 「WOW -JPN ver.-」（作詞）
  - 「二度目の告白 -JPN ver.-」（作詞）

B1A4
- アルバム『2』収録
  - 「Yesterday」（作詞）
  - 「YOU ARE MY GIRL」（作詞）
  - 「星影のうた」（作詞）
- シングル『イゲ ムスン イリヤ 〜なんで?どうして?』収録
  - 「IN THE AIR -Japanese ver.-」（作詞）
  - 「IF...君さえいれば -Japanese ver.-」（作詞）
- シングル「おやすみ good night -Japanese ver.-」収録
  - 「おやすみ good night -Japanese ver.-」（作詞）
  - 「SO FINE -Japanese ver.-」（作詞）
  - 「Fly away」（作詞）
- シングル『Beautiful Target』収録
  - 「Chu Chu Chu-Japanese ver.-」（作詞）
  - 「Bling Girl-Japanese ver.-」（作詞）
- シングル『SOLO DAY -Japanese ver.-』収録
  - 「SOLO DAY -Japanese ver.-」（作詞）
  - 「イェッポ -Japanese ver.-」（作詞）
  - 「OH MY GOD -Japanese ver.-」（作詞）
  - 「TELL ME WHY」（作詞）
- シングル『白いキセキ』収録
  - 「白いキセキ」（作詞）
  - 「WHO AM I -Japanese ver.-」（作詞）
  - 「ムルハンジャン -Japanese ver.-」（作詞）
- シングル『HAPPY DAYS』収録
  - 「HAPPY DAYS」（作詞）
  - 「Drive -Japanese ver.-」（作詞）
  - 「Colorful」（作詞）
- アルバム『3』収録
  - 「SWEET GIRL -Japanese ver.-」（作詞）
  - 「モッポンゴヤ〜見なかったことに〜」（作詞）
  - 「SOMEBODY TO LOVE」（作詞）
  - 「道 -Japanese ver.-」（作詞）
  - 「WAIT -Japanese ver.-」（作詞）
  - 「You Are a Girl I Am a Boy -Japanese ver.-」（作詞）
  - 「ヘンボカジャ〜幸せになろう〜-Japanese ver.-」（作詞）

HISTORY
- シングル『LOST』収録
  - 「Beautiful My Girl」（作詞）
  - 「Liar」（作詞）
  - 「Ghost」（作詞）
  - 「Green Days」（作詞）

THE HOOPERS
- シングル『 ラブハンター』
  - 「Gambling Love」（作曲共作）

藤田恵美
- アルバム『ありがとう　あなたの詩 私の歌』収録
  - 「時が心に」（編曲&Pf）
  - 「愛し愛されて」（編曲&Pf&Melodica）

Predia
- シングル『孤高のダリアに口づけを』収録
  - 「幻はザナドゥ」（作詞）

BoA
- シングル「スキだよ -MY LOVE- / AMOR」収録
  - 「AMOR」(作詞)

星野奏子
- 「Give Me Your Love」（作詞・作曲・編曲）

WHY@DOLL
- E.P.『Hey!』収録
  - 「ケ・セラ・セラ」（作詞）

ホ・ヨンセン
- アルバム『思い出を君に』収録
  - 「とぎれた夜をつないで 2013」（編曲）
  - 「VACATION」（作詞）
- アルバム『Over Joyed』収録
  - 「Hello Mello-Japanese ver.-」（作詞）
  - 「LET IT GO-Japanese ver.-」（Cho）

宮本佳林
- 「Happy Days」（作詞）

本木美沙
- 「今日より、明日は…」（編曲）
- 「友〜さよなら言えずに〜」（編曲）
- 「Believe in your dream」（作曲）
- 「みさっちの華麗なる事情〜ランジェリーパニック〜」（編曲）
- 「夏の空」（作曲）

ゆう十
- アルバム『utopia』収録
  - 「時の流れに身をまかせ duet with テレサ・テン」（編曲）
  - 「千本桜 duet with 梶裕貴 feat. koma’n （√5）」（編曲）
  - 「サリシノハラ」（編曲）
  - 「12の月」（編曲）

Lead
- シングル『GREEN DAYS/strings』収録
  - 「GREEN DAYS」（編曲）
- アルバム『THE SHOWCASE』収録
  - 「Game」（作詞）
  - 「GREEN DAYS」（編曲）

Rev. from DVL
- シングル『REAL-リアル-/恋色パッション』収録
  - 「LiVE&Peace」（作詞）

Red Velvet
- ミニアルバム「#Cookie Jar」収録
  - 「#Cookie Jar」（作詞）
- シングル「SAPPY」収録
  - 「SAPPY」（作詞）

3B junior関連
- 私立恵比寿中学
  - 「ハイタテキ!」（作詞共作）
  - 「エビ中のじおじおマーチ」（編曲） - Web『ジオプリ島とインクの妖精たち』配信曲
- KAGAJO☆4S
  - 「決められないよ、どっちかなんて」（作詞・作曲・編曲）
- たこやきレインボー
  - 「みんなのうた」（作詞・作曲・編曲）
  - 「ジュージューシー!!」（作詞・作曲・編曲）
- 3B junior
  - 「はじまりのはじまり」（作詞）
  - 「バトルロイヤル」(作詞)
- マジェスティックセブン
  - 「未知とのSo Good!」（作詞）
  - 「Space Ship Go!」（作詞）
- アメフラっシ
  - 「メタモルフォーズ」（作詞）

Rejet関連
- 佐々木恵梨
  - 「Star Light Night」（作詞共作）
  - 「Believe In My Fairy Tale」（作詞共作）

Rejet『夜伽HoLiC』
- 主題歌「月夜のセレナーデ」（作詞）

## アニメ
テレビ東京系『のりスタNEO』内「リボンちゃん」「リボンちゃん えかきうた」（作曲・編曲） - cv.原紗友里『のりスタNEO SONG COLLECTION』収録
テレビ東京系『おはスタ』内「シュガー＊ソルジャー」OP曲（作曲・編曲）
テレビ東京系『ふるさと再生 日本の昔ばなし』ED曲「ぴょんぴょんぷにょぷにょのうた」（作曲・編曲）
テレビ東京系『ふるさとめぐり 日本の昔ばなし』ED曲「ぴょんぴょんぷにょぷにょのうた」（作曲・編曲）
テレビ東京系『カードファイト!! ヴァンガード アジアサーキット編』キャラクターソング「最高のトリガー」（作曲・編曲）
日本テレビ放送網系「HUNTER×HUNTER」
「Requiem Aranea-Electronic Dance Remix-」（編曲） - シングル『TVアニメ「HUNTER×HUNTER」キャラクターソング集～幻影旅団編～』収録
Amazonプライムビデオ『ファイナルライフ-明日、君が消えても-』（音楽）

## ゲーム
pop'n music ラピストリア
- まどか「アマイヒミツ」（作詞・作曲・編曲・歌唱）

beatmania IIDX 21 SPADA
- 星野奏子「Give Me Your Love」（作詞・作曲・編曲）

アイドリッシュセブン
- ZOOL「Poisonous Gangster」（作曲・編曲）

アイドルマスター ミリオンライブ! シアターデイズ
- Jus-2-Mint
  - 「Super Duper」（作詞）
  - 「Hang In There!」（作詞）
- 全体曲
  - 「夢にかけるRainbow」（作詞）

Rejet『夜伽HoLiC』
- 主題歌「月夜のセレナーデ」（作詞）

## テレビ番組
テレビ東京系列『ふるさと再生 日本の昔ばなし』EDテーマ
- すたーふらわー「ぴょんぴょんぷにょぷにょのうた」（作曲・編曲）

テレビ東京系『おはスタ』テーマソング（2016年11月7日 - ）
- 氷川きよし with コケッコ組「きよしのチキチキOHAソング」（作詞共作・編曲）

Eテレ『すイエんサー』ED曲
- 「アンブレラシュークリーム」（作曲・Cho）
- 「キラキラ☆GIANT KILLER」（作曲・編曲・Cho）
- 「Sweet Answer」（Cho.）

歌がうまい王座決定戦
- 番組企画アルバム『歌がうまい王座決定戦』
  - ダブルネーム（歌うま七人衆）「流星」（編曲）
  - 清水良太郎（歌うま七人衆）「秋桜」（編曲）
  - TKO（歌うま七人衆）「Story」（編曲）

## 劇伴音楽
- りぼんフェスタSPアニメ「つばさとホタル」BGM
- TVアニメ「Wake Up,Girls!」BGM
- Amazonプライムビデオ『ファイナルライフ-明日、君が消えても-』（音楽）
- Web CM
  - 恵比寿清川組『JT「小さなシェフのレストラン」』BGM
  - 恵比寿清川組『MIKAWAYA21　まごごろサポート』BGM
  - 恵比寿清川組『POLA化粧品』BGM
  - 神州一味噌『パパっと味噌パウダー』サウンドロゴ＆歌唱
  - 富士通株式会社『FUJITSU RECRUIT』BGM

## ライヴ・サポート
- 初音ミク
  - 初音ミク「マジカルミライ」：2015, 2016, 2017, 2018, 2019
  - HATSUNE MIKU EXPO：2016 Japanツアー, NAツアー, Chinaツアー / 2018 Europeツアー
- 乃木坂46
  - 3期生単独公演
- タダシンヤ
- 藤田恵美
- 小崎宏悦
- 都竹宏樹
- MIKOTO
- スーパーファンタスティック?!